# Alfred Bossard
Alfred Bossard (* 2. Dezember 1956, heimatberechtigt in Buochs) ist ein Schweizer Politiker (FDP). 
Bossard ist gelernter Bankfachmann. Er arbeitete von 1972 bis 2014 bei verschiedenen Banken in Buochs, Zürich und Luzern. 
Bossard war von 2002 bis 2010 Mitglied des Nidwaldner Landrates, den er im Amtsjahr 2008/2009 präsidierte. Er wurde 2014 in den Regierungsrat des Kantons Nidwalden gewählt. Dort ist er Finanzdirektor und stellvertretender Baudirektor.
2013 bis 2021 war er Mitglied im Verwaltungsrat der Schifffahrtsgesellschaft des Vierwaldstättersees, bzw. der SGV Holding.
Bossard ist verheiratet, hat drei Kinder und wohnt in Buochs.